# Dasypogon rubinipes
Dasypogon rubinipes là một loài ruồi trong họ Asilidae. Dasypogon rubinipes được Becker miêu tả năm 1913. Loài này phân bố ở vùng Cổ Bắc giới.